# 조혜훈
조혜훈(1984년 3월 6일 ~ )은 대한민국의 배우이다. 현재는 조수열로 활동 중이다.

## 출연작

### 영화
- 《한산-용의 출현》 (2022년)
- 《호흡》 (2019년) - 사장 친구 역
- 《사월의 끝》 (2017년) - 공장 사장 역
- 《걱정말아요》 (2017년)
- 《연지》 (2016년)
- 《사막 한가운데서》 (2015년)
- 《다이너마이트맨》 (2013년)
- 《불》 (2013년) - 남자 2 역
- 《약혼》 (2012년) - 남자기자 역
- 《REC》 (2011년) - 준석 역
- 《종로의 기적》 (2011년)